# Olivada
La olivada es una pasta para untar hecha a base de olivas, en principio negras, trinchadas con aceite de oliva, sal y si se quiere alguna especia. Se utiliza para untar en rebanadas de pan o a veces para añadirla por ejemplo, al aceite de una ensalada. Se pueden usar olivas arbequinas, empeldre o aragonesa, argullol, etc. En la Occitania mediterránea existe una versión enriquecida con anchoas y alcaparras que se llama tapenada, y otras versiones, o también  , por su sencillez, se pueden encontrar en Italia y en general en toda la mediterránea. En Francia el término olivade es una marca comercial registrada.